# Saïd Halim Pacha
Saïd Halim Pacha (en albanais : Said Halimi), né le 19 février 1864,18 ou 28 janvier 1865 au Caire (Empire ottoman) et mort le 6 décembre 1921 à Rome (Italie), est un homme d'État ottoman, grand vizir de l'Empire pendant la Première Guerre mondiale

## Biographie

### Carrière politique
Il est l'un des signataires de l'alliance germano-ottomane en 1914. Cependant, il démissionne après l'incident de la poursuite du Goeben et du Breslau[réf. nécessaire], un évènement qui cimente l'alliance germano-ottomane durant la Première Guerre mondiale. Toutefois, le sultan Mehmed V voulait une personne en qui il aurait confiance comme vizir, et il demande donc à Saïd Halim de rester à son poste aussi longtemps que possible. Le second mandat de Saïd Halim ne dure que jusqu'en 1917, à cause des affrontements continus entre lui et le parti des Jeunes-Turcs qui est au pouvoir[réf. nécessaire].
Durant les procès militaires qui suivent la Première Guerre mondiale, il est accusé de trahison au motif qu'il a apposé sa signature aux accords de l'alliance germano-ottomane. Il est exilé par les Britanniques le 29 mai 1919 dans une prison de Malte. Il bénéficie d'un non-lieu libéré en 1921, date à laquelle il s'installe en Sicile. En 1921, il veut retourner dans la capitale turque, Constantinople, mais sa demande est rejetée. Il est assassiné peu après à Rome par des agents de la Fédération révolutionnaire arménienne (notamment Arshavir Shirakian) à cause de son rôle dans le génocide arménien.
Il est membre de la franc-maçonnerie [réf. à confirmer].

### Le palais Saïd Halim Pacha

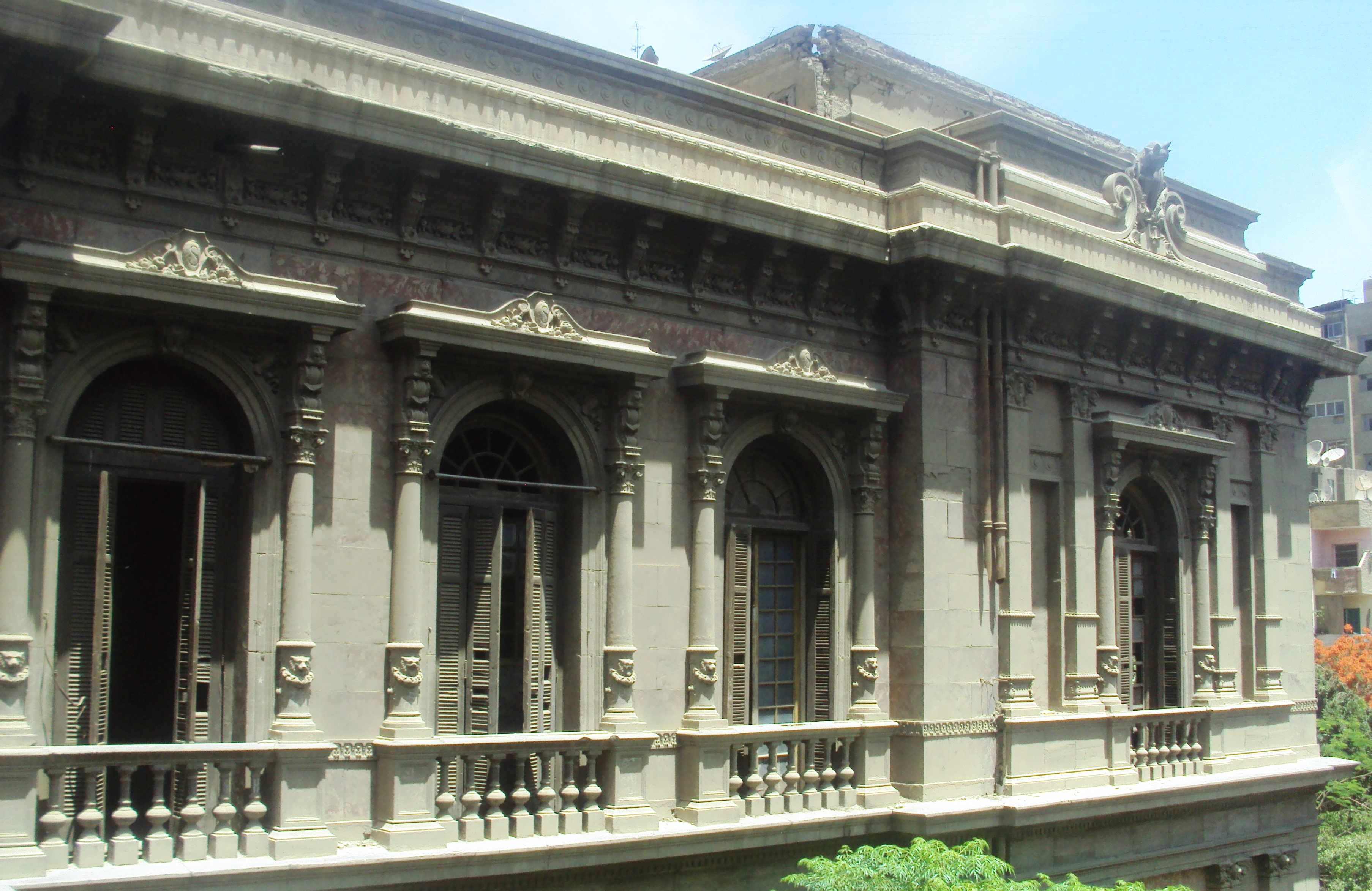
Palais Saïd Halim Pacha rue Champollion au Caire, construit par l'architecte Antonio Lasciac

En 1896, Said Halim Pacha fait construire au Caire le palais qui porte son nom par l'architecte italo-autrichien Antonio Lasciac. Le palais Said Halim Pacha s'étend sur 3 600 m2 répartis sur deux étages couverts de colonnes en marbre, séparés par un escalier en bois, avec deux balustrades en fer forgé d'époque. Lors de la révolution égyptienne, il est reconverti en école publique. Il a été restauré en 2008.

## Ouvrages de Saïd Halim Pacha
- Le Fanatisme musulman : sa signification réelle, Paris, Sirey, 1910.
- Essai sur les causes de la décadence des peuples musulmans, Istanbul, Lœffler, 1918.
- L'Empire ottoman et la guerre mondiale, Istanbul, Les éditions Isis, 2000 (posthume).

## Sur Saïd Halim Pacha
- Mustafa Aksakal, The Ottoman Road to War, New York-Cambridge, Cambridge University Press, 2008.
- Ahmet Şeyhun, Said Halim Pasha (1865-1921), Istanbul, Isis Press, 2003 (traduit en turc chez Everest Yayinlari).
- Syed Tanvir Wasti, « Said Halim Pasha, Philosopher Prince », Middle Eastern Studies, XLIV-1, janvier 2008, pp. 85-104.